# 麻黃湯
麻黃湯（mahuang decoction）,出自《傷寒論》，是解表劑中辛溫解表的代表方劑之一。有發汗解表、宣肺平喘的功效。

## 藥理
現代中藥藥理學的研究指出麻黃、桂枝、炙甘草均對流行性感冒病毒有抑制作用。麻黃與桂枝能使皮膚血管擴張，發汗作用較強。杏仁與麻黃可以平喘鎮咳。炙甘草用於調和諸藥，防止汗出太過傷津液。總體來說，麻黃與桂枝的發汗、解熱、止痛的效用較強；杏仁、甘草與麻黃配用，可平喘鎮咳。

### 制方原理
卫阳之气，固表实外，与营气相伴而行于脉之内外。表为阴邪，其性收引。风寒袭表，卫阳被郁，营气涩滞，毛窍闭塞，故见恶寒发热、头痛身痛而无汗。肺卫向通，卫郁窍闭，则肺气失宣，故上逆而咳喘。风寒在表，故舌苔薄白，其脉浮紧。针对本证风寒束表，营卫郁滞，肺失宣降之病机，治宜发散风寒，通畅营卫，宣肺平喘，以使表邪散，腠理开，营卫畅，肺气宣，诸证得解。

### 制方特点
方中麻黄陪桂枝透营畅卫，解表发汗之力峻；麻黄伍杏仁，宣降肺气，止咳平喘之效增；甘草调和营卫、宣降之间。

## 主治及用法

### 主治
傷寒太陽表實證以及哮喘。見有症狀為：恶寒发热，头痛身疼，无汗而喘，舌苔薄白，脉浮紧等。本方為發汗峻劑，諸多禁忌，詳見《傷寒論》。現代常應用於治療感冒、流行性感冒、急性支气管炎、支气管哮喘等，經中醫辨證屬於麻黃湯證者。

### 用法
飯後熱服，溫覆取汗；要防止大出汗，造成虚脱。

### 加减
- 用於治療支氣管哮喘可加乾薑、蘇子和細辛。
- 用於治療坐骨神經痛可加乳香、沒藥和牛膝。
- 用於治療過敏性鼻炎可加全蠍和蜈蚣。
- 用於治療遺尿症可加桑螵蛸、益智仁和覆盆子。
- 用於治療脾腎陽虛型可加元桂、附子和芍藥。
- 用於治療血脈淤滯型可加桃仁、紅花和赤芍。

### 方劑歌
麻黃湯中臣桂枝，杏仁甘草四般施。
發汗解表宣肺氣，傷寒表實無汗宜。

## 附方

### 麻黄加朮汤
麻黄加朮湯即麻黄湯原方加白术四两，是治疗外感风寒夹湿的方剂，属素体多湿，所以用麻、桂与白朮相配，以发汗解表、散寒祛湿。

### 麻黃杏仁薏苡甘草湯
麻黃杏仁薏苡甘草湯主治：风湿一身尽疼，发热，日晡所剧者。

### 大青龙汤
大青龙汤系麻黄汤重用麻黄，再加石膏、生薑、大枣组成，主治风寒。生姜、麻、桂则散风寒，合枣、草则滋肝，使汗出表解，寒热烦躁并除。

### 三拗汤
三拗汤從麻黄汤中去桂枝，主治风寒犯肺的咳喘证。

### 华盖散
华盖散为麻黄汤去桂枝，故功用重在宣散肺中风寒，主治风寒犯肺之咳喘证，加苏子、陈皮、桑白皮、赤茯苓以降气祛痰，加强化痰止咳的作用。

## 外部連結
- 麻黃湯 （页面存档备份，存于） 中藥方劑圖像數據庫 (香港浸會大學中醫藥學院) （中文）{{en}